# حزب فمینیست آلمان
حزب فمینیست آلمان حزبی سیاسی است که در آلمان فعالیت می‌کند.
این حزب در انتخابات فدرال سال ۲۰۰۵، ۰.۱ درصد آرا را کسب کرد که هیچ کرسی برای این حزب در پی نداشت.